# Constantin Martiniuc
Constantin Martiniuc (n. 10 iunie 1915, Ciudeiu, Bucovina de Nord – d. 6 decembrie 1990, Iași) a fost geograf, profesor universitar, geomorfolog și întemeietor de școală în acest domeniu la Universitatea ieșeană.

## Aspecte generale din viața lui Constantin Martiniuc
A crescut într-o familie țărănească modestă unde a învățat ce înseamnă respectul față de muncă, de normele morale sănătoase și față de obiceiurile românești străbune. Și-a afișat constant mândria de român bucovinean ca un omagiu pentru locurile natale, pământ românesc străvechi aflat și astăzi sub ocupație străină. Și-a pierdut tatăl în anii primei conflagrații mondiale, astfel a cunoscut griji și greutăți încă de mic copil. A fost căsătorit cu geografa Jana Martiniuc (născută Martinescu), care a fost un tovarăș de excepție și un om optimist cu care a făcut un cuplu desăvârșit. Au avut o viață tihnită și frumoasă, crescându-și în armonie și bună înțelegere unica fiică. Dispariția soției (1978) datorită cumplitului ei diagnostic ce o condamnase, i-a adus multă suferință ce l-a afectat și l-a zdruncinat pentru tot restul vieții. Moartea soției a însemnat destrămarea familiei Martiniuc.

## Studii
A urmat cursurile școlii primare în satul natal, cele secundare în orășelul Storojineț și cele superioare la Secția de Geografie a Facultății de Științe de la Universitatea „Alexandru Ioan Cuza” din Iași, unde a beneficiat de cursurile unor magiștri printre care Ion Atanasiu, Ioan Borcea, Mihai David și Gh. Năstase. În ambianța culturală a Iașului, fostul elev bucovinean, devine un student pasionat de o neobosită sete de cunoaștere a tainelor geografiei și geologiei. A fost reținut imediat ca asistent (1939-1950). Și-a susținut doctoratul în 1949, la Universitatea din București, cu teza „Cercetări geomorfologice în regiunea Baia-Suceava”.

## Cariera profesională
Din 1939 își începe activitatea didactică, în învățământul superior ca asistent. Parcurge toate treptele ierarhiei universitare: șef de lucrări (1950-1951); conferențiar (1951-1966), profesor (1966-1980), participând activ la toate formele procesului de învățământ până în 1980, când s-a pensionat, după care a fost numit profesor consultant.
A activat în cadrul Seminarului de Geografie Fizică a României mai întâi, iar din 1949 devine titularul disciplinei de Geomorfologie, creând la Iași o adevărată școală de geomorfologie aplicată. A uimit prin veridicitatea și credibilitatea argumentelor etalându-le cu har și cu entuziasm contagios. A avut numeroși discipoli, numeroși doctoranzi (a fost investit cu sarcina de a conduce doctoratul începând cu anul 1968), pe care i-a îndrumat cu grijă pentru a descifra trăsăturile calitative și cantitative ale reliefului. Temporar a mai predat și cursuri de Hidrologie generală (1952-1957), Metodica cercetărilor de teren etc.
Lucrările sale elaborate îi definesc calitățile de om de știință angajat în lărgirea bazelor teoretice și metodologice ale geomorfologiei, realizând legături puternice între învățământ, cercetare și activitatea economică.
Și-a adus contribuții în geomorfologia generală, a evidențiat rolul morfogenetic al condițiilor geologice și hidro-climatice, a cercetat și caracterizat procesele de versant și a avut preocupări pentru studiile geo-hidro-morfologice.
Fiind un specialist de renume și în domeniul geologiei a fost ani mulți colaborator extern cu Institutul Geologic, a evidențiat în mod deosebit aspectele paleogeografice din toate regiunile pe care le-a studiat.
Este primul cercetător care caracterizează și delimitează clar subunitățile de relief de pe latura vestică a Carpaților Orientali.
A elaborat și utilizat un sistem original de cartografie geomorfologică, adoptat ulterior de numeroși alți specialiști.
O altă contribuție remarcabilă este cea legată de raionarea geomorfologică a teritoriului țării ce se găsește inserată în Monografia geografică a R.P.R. (1960), prezentând raporturile tectonice-structurale și morfologice.
Prin studiile și lucrările sale a ajutat la elaborarea planurilor și proiectelor de sistematizare a numeroase localități urbane și rurale, au fost valorificate pentru utilizarea și organizarea suprafețelor agricole și pentru combaterea deplasărilor de teren.
Constantin Martiniuc a publicat peste 150 de lucrări, abordând o variate de tematici sub aspect științific și îmbinând cercetarea teoretică cu cea practică. A îndeplinit următoarele funcții: șef de catedră, membru în Consiliul profesoral al Facultății și în Senatul Universității, director al Stațiunii de Cercetări Stejarul-Pângărați, președinte al Filialei Iași a Societății de Geografie, conducător al Filialei Iași a Institutului de Geografie din cadrul Academiei Române, membru al Comitetului Național de Geografie.
Ca specialist geomorfolog a făcut parte din diferite organisme științifice naționale și internaționale.
Domeniul abordat cu predilecție este cel al geomorfologiei și geomorfologiei aplicate. A fost doctor docent.

## Principalele lucrări
De-a lungul carierei, Matiniuc a efectuat cercetări geomorfologice în regiunea Baia-Suceava (1949) și a acumulat date noi geomorfologice în legătură cu Subcarpații românești (1950). Și-a adus, de asemenea, contribuția la studiul geomorfologic al teritoriului orașului Suceava și a împrejurimilor (1960), la geomorfologia teritoriului orașului Vatra Dornei (1962) și a întreprins cercetări de geomorfologie aplicată în sprijinul sistematizării urbane și rurale din Moldova (1964). Printre alte contribuții se numără cele din cadrul studiului geomorfologic al teraselor văii Moldovei dintre Păltinoasa și Timișești (1983) și cele din cadrul iconografiei geografice a României (1960). A realizat lucrări și asupra apelor subterane.

### Operă
- Aspecte din umanizarea Carpaților Bucovinei (1941);
- Bucovina (Moldova de sus): între statistică și realitate (1941);
- Cercetări geomorfologice în regiunea Baia-Suceava (1956);
- Cercetări de geomorfologie aplicată în sprijinul sistematizărilor urbane și rurale din Moldova (1963);
- Câteva observații geomorfologice asupra munților Ciucaș-Zagan și împrejurimi (1956);
- Câteva probleme de geografie fizică în sprijinul dezvoltării agriculturii în țara noastră (1955);
- Dealuri și coline, ASSUCI-GG, sect. II-b, Iași (1964);
- Observații cu privire la măsurătorile radiometrice efectuate în cadrul studiului terenului noii grădini botanice a Universității „Alexandru Ioan Cuza”, ASUCI-GG, sect. II-b, XI, Iași (1968);
- Cercetări geomorfologice asupra părții de sud a interfluviului Moldova-Siret, ASUCI-G, sect. II-c., XVI, Iași (1970);
- Județul Iași-caracterizare geografică, Terra, 1, p. 41-49 (în colab.) (1970);
- Hărțile geormorfologice în sprijinul ecinomiei naționale, în vol., „Lucr. colecv. național de geomorfologie aplicată și cartografie geomorfologică”, Universitatea „Alexandru Ioan Cuza”, Iași, 1973 (1975);
- Aspecte hidrologice din zona municipiului Iași și împrejurimi, ASUCI-G, XIII, Iași (1977);
- Relieful, condiție naturală în dezvoltarea economică a județului Iași, ASUCI-G, XXIV, Iași (1978);
- Prefață la Munții Stânișoarei - Studiu geomorfologic, Edit. Acad. Rom., București (1979);
- Deplasările de teren din minicipiul Iași și împrejurimi, BSSGR, IV, București, p. 152 (1982);
- Contribuții la studiul geomorfologic al teraselor văii Moldovei dintre Păltinoasa și Timișești, ASUCI-Geogr., XXIX, sect. II b, Iași (în colab.) (1983);
- Geografia Municipiului Iași, Iași, 312 p. (în colab.) (1987);